# Byczyna (województwo pomorskie)
Byczyna (kaszb. Bëczinò) – osada w Polsce położona na Pojezierzu Bytowskim, w województwie pomorskim, w powiecie bytowskim, w gminie Miastko. 
Na południe od miejscowości znajduje się jezioro Byczyńskie.
Do 1954 część miasta Miastko.
W latach 1975–1998 miejscowość administracyjnie należała do województwa słupskiego.